# Metin Çekmez
Metin Çekmez (Istanbul, 26. srpnja 1945. – Aydin, 25. kolovoza 2021.) bio je turski televizijski glumac. Brat je turskog glumca Dincer Çekmez. Glumio je u desetcima filmova i TV serija.

## Filmografija
- (2011-2012) - Adini Feriha Koydum - Riza Yilmaz
- (2006-2008) - Tisuću i jedna noć - Burhan Evliyaoğlu
- (2006) - Jezik - Temel Reis
- (2005) - Pas - Mengene Hayri
- (2005) - Srce - Avukat Nevzat
- (2004) - Emerald - Süleyman
- (2003) - Otac - Tahsin
- (2002) - Tajna vrata - Haydar
- (2000) - Komser Şekspir - Başkomser
- (1999) - Golub
- (1998) - Dva prijatelja - Nail
- (1994) - Oslobođenje - Sgt.May Eyüp
- (1993) - Super otac - Cevdet Aksu
- (1992) - Igra sjena - Ramazan
- (1991) - Siyabend-ü Xece - Hesinkar
- (1987) - Magla
- (1985) - Žabe
- (1984) - Častan - Kasap
- (1984) - Dolazak do dna - Kazım'ın Adamı
- (1984) - Bijeg iz zatvora - Madenci
- (1974) - Orao - Dimitri
- (1974) - Zaboravite prijatelje - Kamil
- (1973) - Lažno - Metin